# حوزه انتخابیه هفدهم پنسیلوانیا
حوزه انتخابیه هفدهم پنسیلوانیا یک حوزه انتخابیه مجلس نمایندگان آمریکا است که در ایالت پنسیلوانیا قرار دارد.